# Лоуэнталь, Алан
Алан Стюарт Лоуэнталь (англ. Alan Stuart Lowenthal; род. 8 марта 1941, Куинс, Нью-Йорк) — американский политик, представляющий Демократическую партию. Член Палаты представителей США от штата Калифорния с 3 января 2013 года.

## Биография
Родился и вырос в Куинсе в еврейской семье. В 1969 году переехал в Лонг-Бич и стал профессором коммунальной психологии в Университете штата Калифорния в Лонг-Бич. В 1992 году был избран членом городского совета Лонг-Бич.
В 1998 году Лоуэнталь победил на выборах в Ассамблею Калифорнии от 54-го избирательного округа, в 2000 и 2002 успешно переизбирался.
В 2004 году был избран членом Сената Калифорнии, представлял 27-й избирательный округ.
6 ноября 2012 года был избран в Палату представителей США от новообразованного 47-го избирательного округа Калифорнии, победив республиканца Гэри ДеЛонга.
16 декабря 2021 года Лоуэнталь объявил, что не будет переизбираться на новый срок.
Входит в Прогрессивный кокус Конгресса, объединяющий наиболее левых (прогрессивных) членов Конгресса США.